# Obadia (carte)
Obadia sau Cartea lui Obadia sau a lui Avdie sau Avdia (în ebraică Séfer Ovadyá -ספר עובדיה) este cea mai scurtă carte din Biblia ebraică sau Vechiul Testament, care descrie proorocirile profetului Obadia (în ebraică Ovadyá - עובדיה). Ea are un capitol conținând 21 versete.Cartea Obadia este a patra din cărțile celor doisprezece proroci (denumiți "minori" în tradiția creștină, din cauza scurtimii cărților lor în Biblie), ca ordine, fiind precedată în Biblia ebraică de cărțile lui Hosea (Hoshea), Ioel (Yoel) și Amos și, fiind urmată de cartea Iona.
Se pare că ordinea  a fost astfel stabilită deoarece prorocirea lui Obadia, care se referă la regatul Edom, completează ultima prorocire a lui Amos. După învățații evrei din vechime, din punct de vedere cronologic, cartea precede pe cea a lui Iona, fiindcă ea cuprinde o prorocire a lui Obadia la adresa neamurilor, asemănătoare cu cea a lui Iona care se referă toată la neamuri. La evrei, cartea Obadia se citește în cadrul Haftará al pericopei săptămânale Vaishlah. 
Textul profeției lui Obadia prezice ruina regatului Edom și revanșa pe care fiii lui Israel și-o vor lua față de acesta. 

## Conținutul

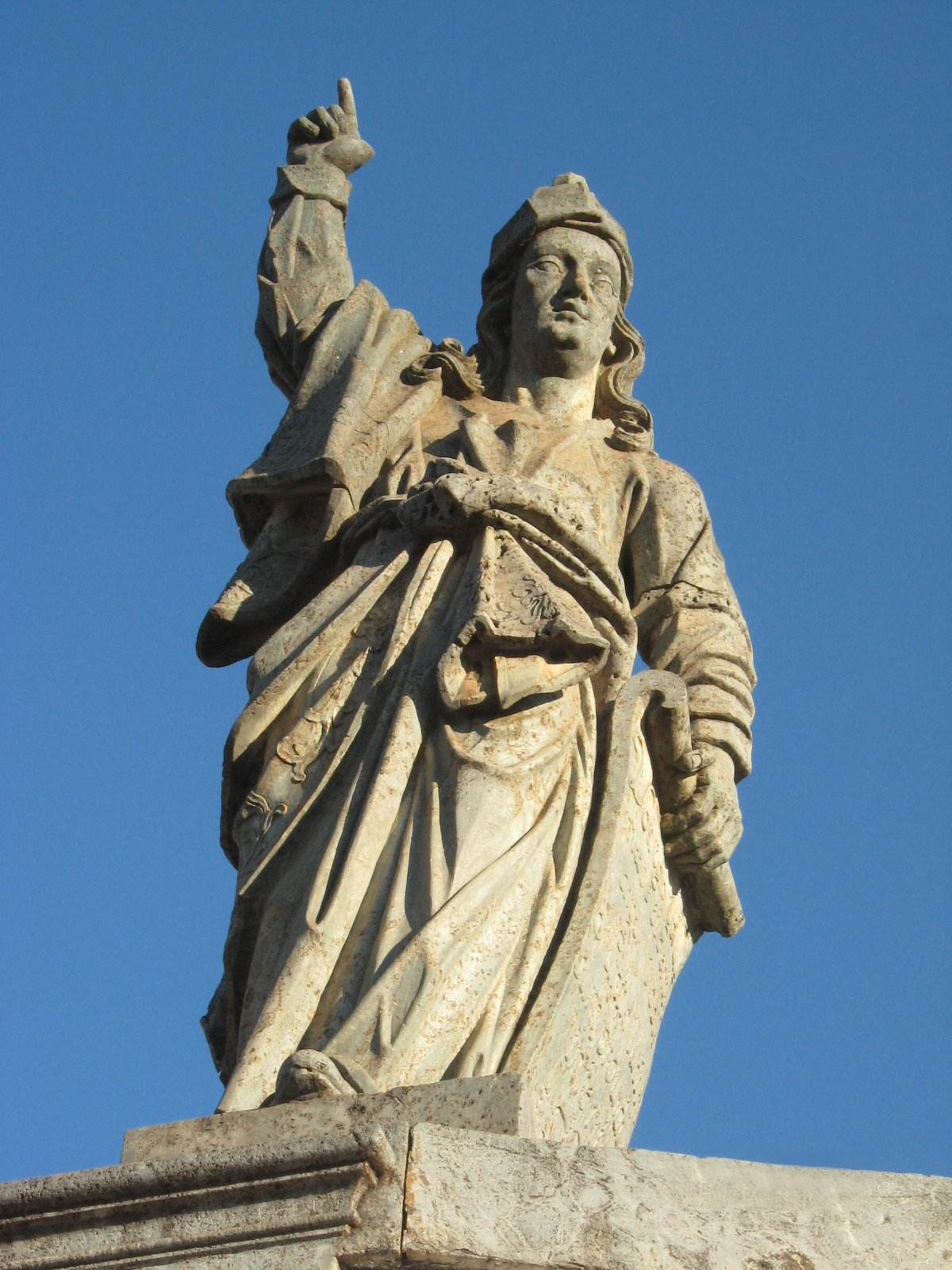
Statuia prorocului Obadia în sanctuarul Bazilicii Bom Jesus de Matosinhos, Congonhas,Minas Gerais, Brazilia

Cartea lui Obadia se centrează pe o viziune profetică asupra căderii și ruinării regatului Edom stat muntos  aflat în sudul Țării Israel sau al Palestinei antice și la sud de Marea Moartă și locuit în vechime de edomiți, popor de limba semitică, înrudit cu evreii antici. După tradiția biblică, strămoșul edomiților a fost un personaj mitic numit Esau, fratele lui Iacob (Israel). 
Profetul Obadia descrie o întâlnire cu Dumnezeu (Yahve) care înfierează aroganța Edomului și îl condamnă pentru faptele lor violente împotriva fraților lor, Casa lui Israel.
Partea apuseană a Edomului antic este deșertul Neghev care se întinde până la Eilat, la Marea Roșie, și face astăzi parte din statul Israel. Partea răsăriteană a Edomului face parte, în zilele noastre din regatul Iordaniei. În vremea lui Obadia edomiții locuiau de-a lungul zonelor stâncoase și muntoase  din regiunea aridă de la sudul Mării Moarte. până la Golful Aqaba din Marea Roșie. Aveau puține pământuri arabile și principala lor sursă de venituri era drumul de caravane dintre Egiptul antic și Babilon care le străbătea țara.
În cea mai mare parte din istoria regatului Iuda, Edomul a fost controlat de la Ierusalim, ca un stat vasal, .
Între puterile regionale, Edomul se număra printre factorii de mai mică însemnătate. Obadia spunea că înălțimea pe care sălășluiau edomiții în munții Seir li s-a urcat la cap, și că s-au prea umflat de mândrie. 
„Chiar dacă vei urca precum vulturul și dacă-n stele îți vei pune cuibul, de-acolo te voi doborî, grăiește Domnul.”
 Obadia, 1:4
În anul 597 î.e.n. Nabucodonosor al II-lea, regele Babilonului, l-a detronat pe regele Yehoyahin al Iudeei și l-a înlocuit cu unchiul acestuia, Tzidkiyahu. Edomiții i-au însoțit pe babilonieni în campania de cucerire si faptele de jefuire a Ierusalimului. Poate pe la 590 î.e.n  Obadia a rostit prorocirea sa despre edomiți, sugerând că vor trebui să țină minte că sângele apă nu se face.
„Din ziua’n care stat-ai împotrivă, în ziua când străinii îi robeau tăria și puterea, când străinii îi năvăleau prin porți și aruncau la sorți Ierusalimul, erai și tu ca unul dintre ei..”
Obadia 1, 11 și 13
Obadia a adăugat că la judecata lui, va pustii Dumnezeu Casa lui Esau pentru întotdeauna și nu va ramâne nici urmă de ea. Tara edomiților va ajunge în mâinile Egiptului si ei vor înceta să mai existe ca neam. 
Dar va veni odată Ziua Domnului pentru toate neamurile și atunci fiii lui Israel se vor întoarce din exil și vor domina țara Edomului.

## Datarea scrierii cărții
S-au emis mai multe ipoteze în legătură cu perioada în care a fost redactată cartea și la care jaf al Ierusalimului se referă.  
- zilele descinderii filistenilor și arabilor spre Ierusalim în timpul regelui Yoram (848-841 î.e.n.)

(cronici II, 21, 16)
- invazia israeliților conduși de regele Ioas (Yehoash) în regatul Iudeei în vremea regelui iudeu Amasia (Amatzia) (803-775 î.e.n.)
- în zilele regelui iudeu Ahaz (741-726 î.e.n.)
- în vremea cuceririi Iudeii de către regele Babilonului, Nabucodonosor al II-lea în 597 î.e.n..

## Contrastul cu cartea Amos
După Obadia 18, după judecata lui Edom  nu va mai rămâne nici urmă din casa lui Esau. (versetul 18), spre deosebire de cartea prorocului Amos (9:12) care menționează supraviețuitori, dar amintește că posesiunile edomiților vor fi date lui Israel.

## Împărțirea textului cărții
Deși alcătuită dintr-un singur capitol, s-au distins în text patru părți:
- Prolog - (versetul 1)  in care este trimis un mesajer care să convingă neamurile să se împotrivească Edomului
- Judecata faptelor Edomului (versetele 2-10)
- Distrugerea Edomului pentru faptele sale rele (versetele 11-14)
- Ziua lui Dumnezeu (Yahve) - prorocire eschatologică - Dumnezeu va deveni stăpânitorul lumii și va începe împărăția lui Mesia (versetele 15-21)